# Ramos Delgado
José Manuel Ramos Delgado, mais conhecido apenas como Ramos Delgado (Quilmes, 26 de agosto de 1935 – La Plata, 3 de dezembro de 2010), foi um futebolista argentino de ascendência cabo-verdiana, que atuava como zagueiro. Ele fez história no River Plate e no Santos. Tinha como grandes características a força, comando, determinação e técnica. Disputou duas Copas do Mundo.

## Carreira

### Como jogador
Filho de um pai cabo-verdiano nascido na Ilha de São Vicente, Ramos Delgado começou nos amadores do Lanús em 1953, se profissionalizando em 1956. Em 1958, quando retornava da Suécia, onde disputara a Copa do Mundo de 1958 pela Argentina, Ramos Delgado se transferiu para seu time de coração, o River Plate, onde ficou por 7 anos, até 1965. Entre 1966 e 1967, jogou pelo Banfield, até que, em 1967, foi contratado pelo Santos Futebol Clube. Antes de chegar ao Santos, atuou 14 anos em seu país.
No Peixe, o "xerife" Ramos Delgado jogou até 1972. Entre 1968 e 1972 foi o capitão do Santos (assim como no River Plate e na Seleção Argentina) e conquistou inúmeros títulos. Encerrou sua carreira pela Portuguesa Santista em 1973.

### Como treinador
Antes de retornar para a Argentina em 1978, Ramos trabalhou nas categorias de base do Santos e fez parte também do departamento profissional entre 1977 e 1978, retornando depois para a Argentina, para trabalhar no Belgrano de Córdoba. Depois disto, Ramos Delgado trabalhou em diversas equipes argentinas com o River Plate, Gimnasia y Esgrima, Estudiantes e também no Universitario do Peru. Depois, em 1994, retornou a trabalhar no Santos, integrando o novamente as divisões de base do clube. Após trabalhar no Santos, regressou novamente ao seu país natal, e por lá viveu até a sua morte.

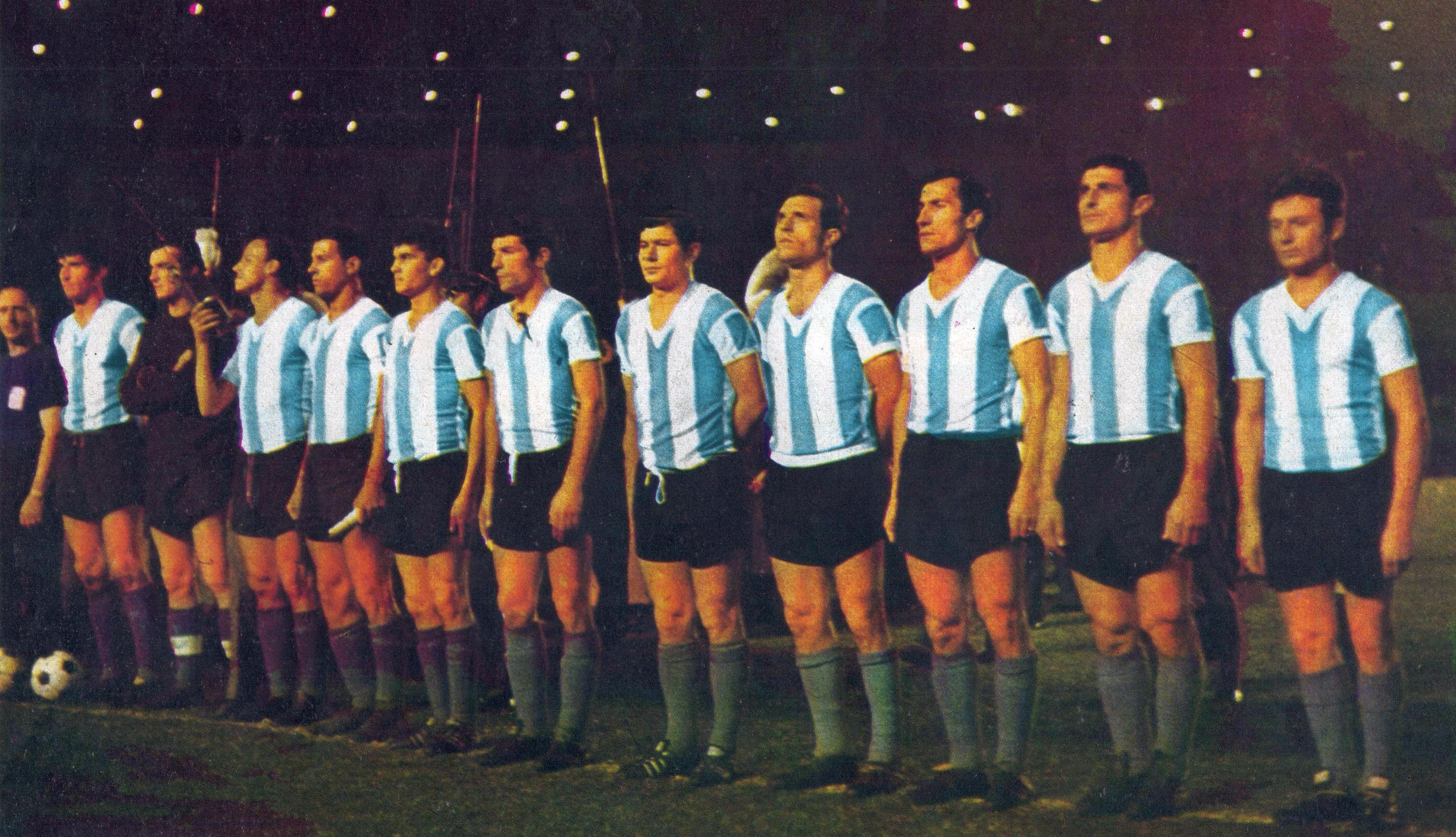
A Seleção Argentina na Taça das Nações, em 1964. Ramos Delgado é o quarto jogador, da esquerda para a direita.

## Seleção Argentina
Ramos Delgado jogou por 11 anos, de 1954 a 1965. No período até 1957 ele fazia parte da seleção juvenil da Argentina. Depois passou a integrar a seleção principal e disputou duas Copas do Mundo: 1958 e 1962, além de participar das Eliminatórias da Copa do Mundo de 1966.

## Títulos

### Como jogador
Seleção argentina
- Taça das Nações: 1964

Santos
- Torneio Roberto Gomes Pedrosa: 1968
- Campeonato Paulista: 1967, 1968, 1969 e 1973

## Morte
Ramos Delgado morreu em 3 de dezembro de 2010, na cidade de La Plata, vítima do Mal de Alzheimer.